# Koneatîn, Sosnîțea
Koneatîn (în ucraineană Конятин) este o comună în raionul Sosnîțea, regiunea Cernihiv, Ucraina, formată numai din satul de reședință.

## Demografie
Componența lingvistică a comunei Koneatîn
     Ucraineană (98,42%)
     Rusă (1,45%)
     Alte limbi (0,12%)
Conform recensământului din 2001, majoritatea populației comunei Koneatîn era vorbitoare de ucraineană (98,42%), existând în minoritate și vorbitori de rusă (1,45%).